# Петров, Иван Петрович (танкист)
Иван Петрович Петров (15 июня 1914, Дедовичский район — 12 июня 1984, Ленинград) — Герой Советского Союза, командир танковой роты, гвардии старший лейтенант.

## Биография
Иван Петрович Петров родился в деревне Зуево (ныне — Дедовичского района Псковской области) в семье крестьянина. Русский.
Окончил 7 классов и курсы маляров. Работал по специальности.
В Советской Армии с 1936 года. Член ВКП(б) с 1939 года. Окончил курсы политработников в 1939 году.
Участник советско-финской войны 1939—1940 годов.
На фронте в Великую Отечественную войну с июня 1941 года. В 1944 году окончил курсы переподготовки командиров танковых рот. Командир роты 14-й гвардейской танковой бригады (4-й гвардейский танковый корпус, 59-я армия, 1-й Украинский фронт) гвардии старший лейтенант Петров отличился в боях за освобождение городов Краков и Катовице (Польша). С 16 января по 26 января 1945 года рота перерезала вражеские коммуникации, овладела населёнными пунктами Сулашово Первша, Бело Костёл, Забежув и ворвалась в город Катовице, удержав захваченный район города до подхода подкрепления. Лично уничтожил 2 БТР, 3 самоходных орудия, до 20 автомашин.
Звание Героя Советского Союза было присвоено 10 апреля 1945 года.
После войны демобилизован по инвалидности. Жил и работал в Ленинграде.

Могила Петрова на Северном кладбище Санкт-Петербурга.

Умер в 1984 году.

## Награды
- Герой Советского Союза (10 апреля 1945, медаль «Золотая Звезда» № 7459)[2];
- Орден Ленина (10 апреля 1945)[2];
- Орден Отечественной войны I степени (4 февраля 1945)[3];
- Орден Красной Звезды (29 мая 1944)[4]